# Clemens Buscher

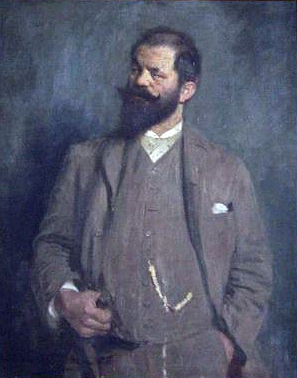
Clemens Buscher, 1897 gemalt von Wilhelm Schneider-Didam

Clemens Buscher (* 19. Juni 1855 in Gamburg; † 8. Dezember 1916 in Düsseldorf) war ein Bildhauer und Holzschnitzer.

## Herkunft und Werdegang

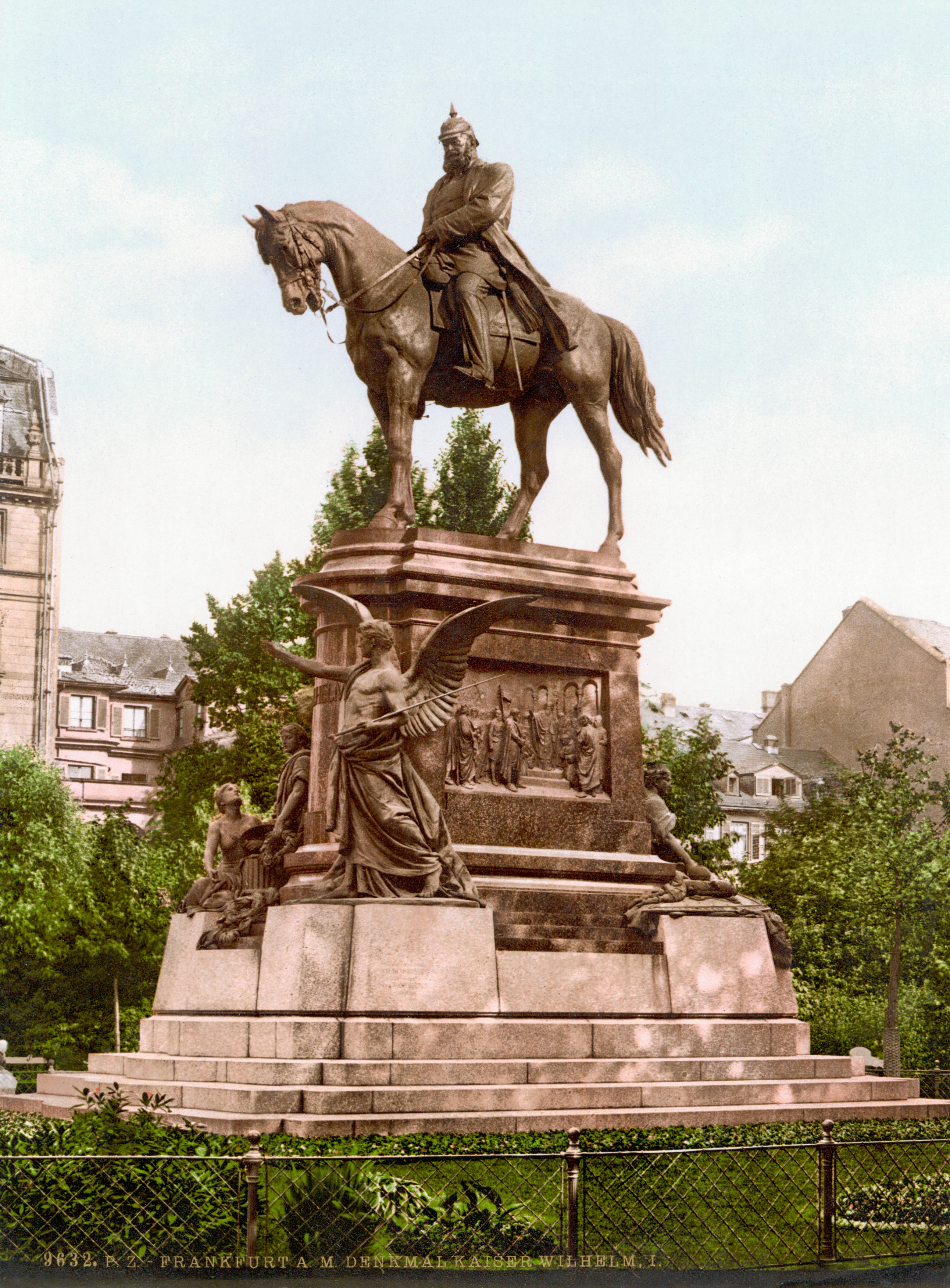
Kaiser-Wilhelm-Denkmal in Frankfurt am Main, 1896

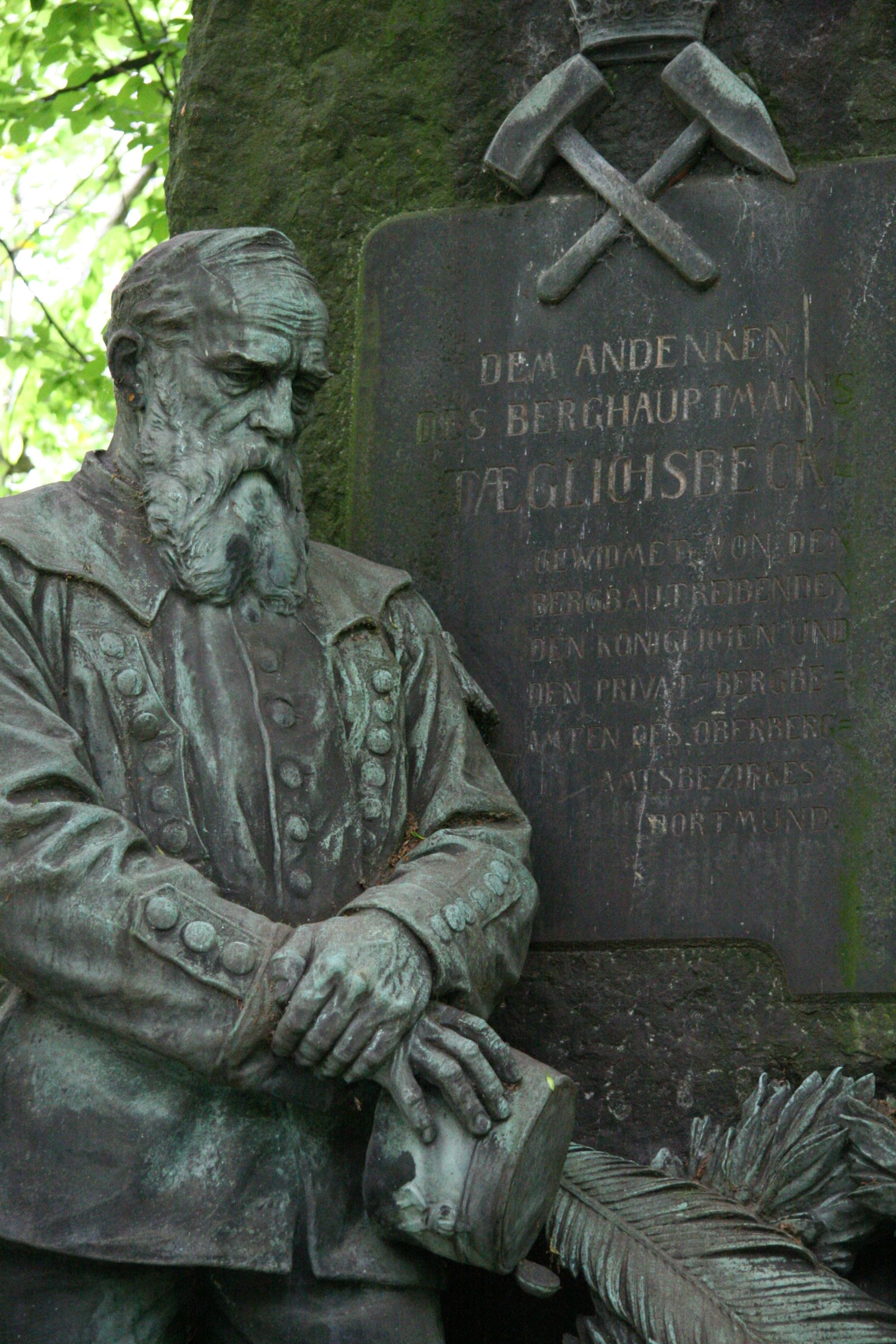
Grabmal für Otto Taeglichsbeck auf dem Dortmunder Ostfriedhof, 1904

Seine Eltern waren Friedrich Buscher und Dorothea Buscher geb. Häfner. Clemens besuchte die Volksschule und half in der Steinmetzwerkstatt aus, die nach dem frühen Tod des Vaters 1866 dessen ältester Sohn Karl Anton Coelestin Buscher übernahm. 1872 begann Clemens Buscher eine Lehre als Steinmetz und Porträtist bei dem Kissinger Bildhauer Michael Arnold.
Erste selbständige Arbeiten von Clemens Buscher sind für 1874 nachgewiesen. Nach der Lehre wirkte er zunächst als Gehilfe in Konstanz und Meran. Zusammen mit seinem sechs Jahre älteren Bruder Sebastian Buscher immatrikulierte er sich am 11. Januar 1876 für das Fach Bildhauerei an der Königlichen Kunstakademie in München, wo er Schüler von Joseph Knabl und Syrius Eberle wurde. Schon ein Jahr später wurde er von König Ludwig II. mit der Großen Medaille ausgezeichnet. 1880 erhielt er ein Stipendium für einen zweijährigen Italien-Aufenthalt. Anschließend kehrte er nach München zurück und wohnte vorübergehend bei dem Architekten Joseph Elsner, der sowohl Clemens als auch dessen jüngeren Bruder Thomas Buscher förderte.
Zum 1. April 1883 wurde Clemens Buscher als Fachlehrer für ornamentales und figurales Modellieren, Holzschnitzen und Freihandzeichnen an die Kunstgewerbeschule Düsseldorf berufen und dort 1898 zum (königlich preußischen) Professor ernannt. Aus gesundheitlichen Gründen gab er 1902 die Lehrverpflichtung auf, war jedoch weiterhin freischaffend tätig. Der Bildhauer Ernst Gottschalk war von 1892 bis 1895 Schüler in seiner Abendklasse.  
Sein bevorzugtes Material war Bronze. Neben zahlreichen Statuen, Denkmälern, Büsten und Ehrengaben schuf er die monumentalen Standbilder des Kaisers Wilhelm I. in Mülheim (Köln) (1898, 1943 eingeschmolzen), Bochum (1904) und Frankfurt am Main (1891–1896). Mit seinen Werken, die dem idealisierenden Stil des Historismus zugerechnet werden, war er um die Wende vom 19. zum 20. Jahrhundert außerordentlich erfolgreich, geriet jedoch später zunehmend in Vergessenheit. Wie z. B. das Frankfurter Kaiser-Wilhelm-Denkmal, wurden einige seiner bronzenen Denkmalplastiken im Zweiten Weltkrieg zu Rüstungszwecken eingeschmolzen, da man ihnen damals keinen besonderen künstlerischen Wert beimaß.
In seiner Heimatgemeinde Gamburg ist Clemens Buscher bis heute bekannt. Für die Ortsmitte entwarf er den sogenannten Hokemo-Brunnen, der an  eine alte Gamburger Sagengestalt erinnert (Hokemo mundartlich für Hakenmann). Als Grabmal für seine 1888 verstorbene Mutter Dorothea schuf er eine Bronzebüste, die zunächst auf der Weltausstellung in Paris ausgestellt und danach auf dem Gamburger Familiengrab aufgestellt wurde. Dort wurde sie in den 1970er Jahren von Edelmetalldieben entwendet. 
Clemens Buscher war Mitglied mehrerer künstlerischer Vereinigungen, u. a. des Düsseldorfer Malkastens, für den er die vergoldete Bronze-Statuette des Düsseldorfer Landschaftsmalers Andreas Achenbach schuf. Für seine Verdienste um die Heimatgemeinde Gamburg wurde ihm die Ehrenbürgerwürde verliehen.
Seit 1893 war Clemens Buscher mit Theodora Budde (1866–1943) verheiratet, einer Tochter des Düsseldorfer Malers Johann Bernhard Budde. Ihre 1894 geborene einzige Tochter starb 1957.
Seine Heimatgemeinde Werbach-Gamburg widmete ihm und seinem Bruder Thomas ein Museum, das 2013 eröffnet wurde, das Gamburger Buscher Museum.